# 瓦雷讷 (约讷省)
瓦雷讷（法語：Varennes，法語發音：[vaʁɛn] ⓘ）是法国勃艮第-弗朗什-孔泰大区约讷省的一个市镇，属于欧塞尔区。

## 地理
瓦雷讷（47°54'20"N, 3°46'59"E）面积10.06 平方千米，位于法国勃艮第-弗朗什-孔泰大區约讷省，该省份为法国中北部内陆省份，西接卢瓦雷省，西北接塞纳-马恩省，南至涅夫勒省，东临科多尔省，东北与奥布省接壤。
与瓦雷讷接壤的市镇（或旧市镇、城区）包括：若尔日、利尼勒沙泰勒、梅雷、维利耶维讷。

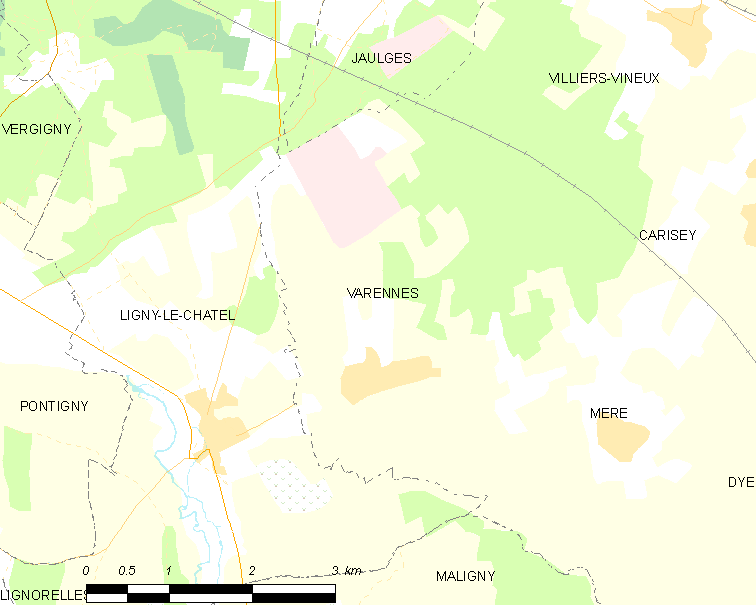
的OSM定位图

瓦雷讷的时区为UTC+01:00、UTC+02:00（夏令时）。

## 行政
瓦雷讷的邮政编码为89144，INSEE市镇编码为89430。

## 政治
瓦雷讷所属的省级选区为沙布利县。

## 人口

1962-2008年间人口变化图示

瓦雷讷于2022年1月1日时的人口数量为330人。